# Lanceoppia schweizeri
Lanceoppia schweizeri är en kvalsterart som beskrevs av Hammer 1968. Lanceoppia schweizeri ingår i släktet Lanceoppia och familjen Oppiidae. Inga underarter finns listade i Catalogue of Life.